# John Augustine Zahm

Father J.A. Zahm, Photographie um 1896 in Rom

John Augustine Zahm (* 14. Juni 1851 in New Lexington, Ohio; † 10. November 1921 in München) war ein amerikanischer römisch-katholischer Priester, Autor, Wissenschaftler und Forschungsreisender.

## Leben
John Augustine Zahm wurde als ältester Sohn von Jacques Michael Zahm (* 2. März 1828 im lothringischen Olsberg und im gleichen Jahr nach Ohio immigriert) und Mary Ellen Braddock (* 27. Februar 1827 in Loretto, Pennsylvania) geboren. Es war eine sehr religiöse und gebildete Familie.
Er studierte an der katholischen University of Notre Dame, Indiana, an der er später selbst eine Professur innehatte. Nach seinem Noviziat in der Kongregation vom Heiligen Kreuz und dem Universitätsabschluss wurde er am 4. Juni 1875 zum Priester geweiht. Seit seinen Tagen als Seminarist veröffentlichte er wissenschaftliche Artikel und Reisebeschreibungen. Nach seinem Abschluss wurde er Dozent für Physik und Chemie an Notre Dame (obwohl er lieber Literatur gelehrt hätte) und gleichzeitig (für die Dauer von neun Jahren) Vizerektor.
In den Folgejahren verlagerte er sein Interesse wieder stärker auf die Theologie und wurde Dozent für Apologetik. Vor allem versuchte Zahm, zwischen dem Katholizismus und der Evolutionslehre von Charles Darwin zu vermitteln. Zwischen 1891 und 1896 veröffentlichte er mehrere Bücher und Artikel zu diesem Thema, was seinen Höhepunkt im Buch Evolution und Dogma fand. Darin verteidigte er bestimmte Aspekte der Evolutionstheorie als wahr und argumentierte, dass sogar die großen Kirchenlehrer Thomas Aquinas und Augustinus die Mikroben-Theorie gelehrt hätten. Der Vatikan missbilligte das Buch im Jahre 1898, woraufhin Zahm den Widerspruch akzeptierte und nicht mehr weiter über das Verhältnis von Theologie und Wissenschaft schrieb. Gegen Ende seines Lebens – rund ein Vierteljahrhundert später – konnte er allerdings feststellen, dass seine Ansichten sich an vielen theologischen Fakultäten durchsetzten.
Papst Leo XIII. hatte Zahm 1895 für seine Arbeit als christlicher Wissenschaftler mit der Ernennung zum Doktor der Philosophie ausgezeichnet: kurz vor der Veröffentlichung von Evolution und Dogma.
Nach mehreren Tätigkeiten für seine Kongregation wurde er im April 1896 zum General-Prokurator der Kongregation vom Heiligen Kreuz mit Sitz in Rom ernannt. Er ging gerne in Dantes Land, fand sich im Vatikan wegen seiner Veröffentlichungen aber in Opposition zum Heiligen Stuhl. Nur die politisch klugen Interventionen des gut platzierten amerikanischen Klerus, vor allem Denis O’Connell, ersparten Zahm und seinem Prokurat Demütigungen. Bis 1906 nahm Pater Zahm dann verschiedene Aufgaben in der Kongregation in den USA wahr, so auch die Gesamtaufsicht über die Universität.
Er war der Autor (manchmal unter dem Pseudonym Mozans) einer Reihe von Büchern zum Verhältnis von wissenschaftlicher Theorie und katholischer Lehre, von der Frau in der Wissenschaft, bis zu Reiseberichten durch Südamerika und nach Nahost. Zahm versuchte, Notre Dame in eine große Universität, wie die in Heidelberg oder Bologna, zu verwandeln. Er errichtete Gebäude, eine Campus-Kunst-Galerie und eine Bibliothek. Als begeisterter Dante-Leser und Kenner baute er in Notre Dame die drittgrößte Dante-Bibliothek in Amerika auf. Notre Dame war dank seines Wirkens die erste elektrifizierte Universität in den USA.

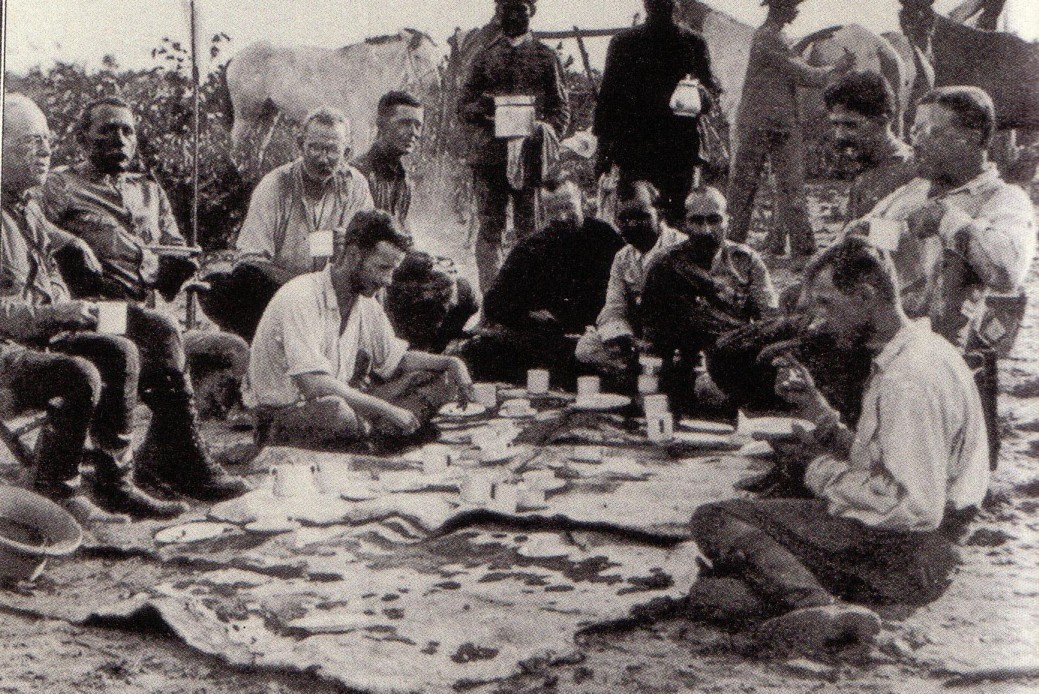
Die ursprüngliche Crew der Roosevelt-Rondon-Expedition, v. l. n. r.: Zahm, Rondon, Kermit, Cherrie, Miller, vier Brasilianer, Roosevelt, Fiala

Zahm war befreundet mit dem 26. Präsident der Vereinigten Staaten Theodore Roosevelt, welcher es ebenfalls liebte, Dante auf Italienisch zu lesen. Es war Zahm, der Präsident Roosevelt zu der Roosevelt-Rondon Scientific Expedition nach Südamerika anregte. Die Expedition zum Rio da Dúvida (Fluss des Zweifels, jetzt der Rio Roosevelt), durchgeführt 1913 und 1914, wurde auch begleitet von Theodores Sohn Kermit, George Cherrie und Oberst Cândido Rondon. Diese Reise endete allerdings in einer Katastrophe, bei der ein Mann ertrank, ein anderer wurde ermordet und Roosevelt selbst kam wegen einer entzündeten Wunde fast ums Leben. Sie verloren Boote an Wasserfällen und Stromschnellen und hatten oft nicht genügend Nahrung. Malaria und andere Infektionen befielen sie, woran einige fast gestorben wären und deren Folgen den Teilnehmern noch viele Jahre zusetzten.
Zahm wollte ein Buch über historische und archäologische Studien des Heiligen Landes schreiben und war unterwegs in den Nahen Osten, als er eine Lungenentzündung bekam und am 10. November 1921 in einem Münchener Krankenhaus verstarb. Sein Manuskript From Berlin to Bagdad and Babylon wurde posthum veröffentlicht.
Seine geplante Biographie über Dante hatte er nie begonnen.

## Schriften
- Evolution and Dogma. Chicago 1895.
- Bible, Science and Faith. 1894.
- Scientific theory and Catholic doctrine. Chicago 1896.
- als H. J. Mozans: Up the Orinoco and down the Magdalena. New York 1910.
- Along the Andes and down the Amazon. New York 1911.
- als H. J. Mozans: Woman in science. New York 1913.
- From Berlin to Bagdad and Babylon. New York, London 1922.